# 巨爵座2矮星系
巨爵座2矮星系（Crater 2 Dwarf）是一個低表面亮度矮橢球星系，也是銀河系的衛星星系，距離地球約38萬光年。巨爵座2矮星系於2016年天文學家被發現，揭示了天文學家對具有相對較小半光度直徑的星系的理解存在重大差距，並暗示可能存在許多未被發現的矮星系圍繞銀河系運行。巨爵座2矮星系是在甚大巡天望遠鏡的影像資料中被發現的。
巨爵座2矮星系的半光度半徑約1100秒差距，是銀河系第四大衛星星系。巨爵座2矮星系的角大小約為月球的兩倍。儘管巨爵座2矮星系尺寸很大，但表面亮度卻出奇的低，意味著星系質量不是很大。此外，巨爵座2矮星系的速度彌散度也很低，顯示巨爵座2矮星系可能是在暗物質密度較低的光暈中形成的。或者，巨爵座2矮星系可能是與較大的星系（如銀河系和大麥哲倫星雲）潮汐作用的結果。根據一些模擬，無法解釋相對較大的尺寸。這種異常低速度彌散現像是使用修正牛頓動力學（一種暗物質假說的替代理論）預測的，這項預測後來被證實。

## 外部連結
- CDS Aladin previewer: image. 的存檔，存档日期2017-03-05.
- CDS Aladin Lite: image. （页面存档备份，存于）